# Jetran Air
Jetran Air este o companie aeriană din România.
În mai 2008, omul de afaceri Ovidiu Tender a preluat controlul pachetului majoritar de 51% în urma unei tranzacții de 45 milioane dolari.
Compania deținea în august 2010 o flotă de 8 avioane McDonnell Douglas , de 160 de locuri.
În iunie 2008, compania avea o echipă de piloți și însoțitori de bord care număra 200 de persoane.
Cifra de afaceri în 2007: 15 milioane euro

## Istoric
La data de 11 august 2002, când compania low-cost americană US Airways a intrat în faliment, un om de afaceri texan, Douglas Jaffe, cu afaceri în imobiliare, cumpără 97 de avioane din flota US Airways, formând compania Jetran International.
Imediat după tranzacție, omul de afaceri american a organizat o serie de licitații pentru ca avioanele să fie preluate în administrare de companii din mai multe piețe.
O parte dintre acestea (mai precis șase avioane MD-81) au fost preluate de Jetran Air, cu acționariat româno-american: Jetran Asset Management, firma fondată de omul de afaceri american, în parteneriat cu câțiva oameni de afaceri români - Mirica Dumitrescu, Gheorghe Vâlceanu și Cristian Gheorghe Mihalache.
Jetran Air a început să închirieze aeronavele în wet-lease, principalii clienți fiind companii europene care au făcut comenzi pentru creșterea flotei, dar nu și-au primit încă noile avioane și s-au confruntat cu creșterea cererii.
Din 2007, compania a început să opereze cu propriul nume - Jetran - și să folosească două aeronave și pentru contracte de curse charter cu mai mulți turoperatori români și vest-europeni.
În iunie 2008, compania avea o flotă formată din opt aeronave, McDonnell Douglas si un Business Jet Dornier 328-100. 